# Università degli Studi "Gabriele d'Annunzio"
L'Università degli Studi "Gabriele d'Annunzio", abbreviata con l'acronimo Ud'A, è una università italiana statale, avente sede legale nella città di Chieti, intitolata allo scrittore abruzzese Gabriele D'Annunzio.
Istituita nel 1965 come libera universitas e divenuta statale nel 1982, l'ateneo conta attualmente tredici dipartimenti e tre scuole, dislocate nei campus universitari di Chieti e Pescara. Alcuni corsi distaccati di laurea si svolgono anche nei comuni di Vasto, Lanciano, Torre de' Passeri e Torrevecchia Teatina, quest'ultimo sede del polo telematico dell'ateneo.

## Storia

### Origini

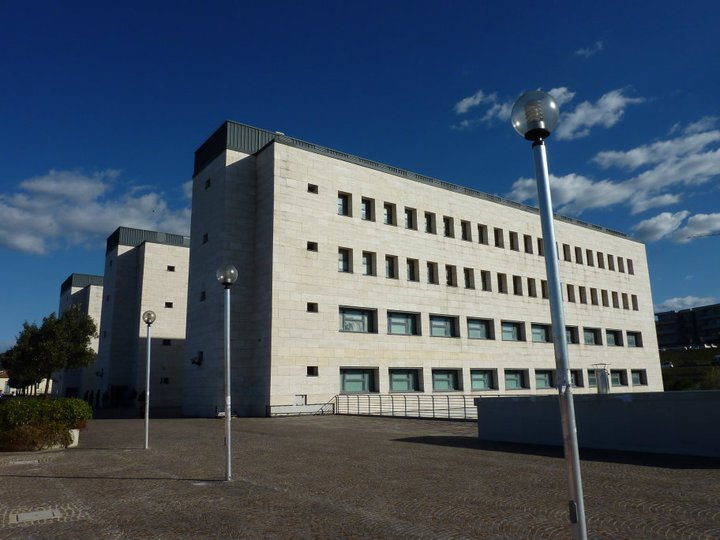
Poli della Facoltà di medicina

Le istituzioni comunali e provinciali della città di Chieti dichiararono al Ministero della pubblica istruzione, nel novembre del 1955, le intenzioni di costituire un consorzio volto all'istituzione di una libera università presso il comune teatino, sotto l'impulso dell'ingegner Filippo de Apulia. La nascita del Consorzio Universitario Abruzzese, che deriva da tale richiesta, fu ufficialmente approvata nel 1960 dal Prefetto di Chieti, in seguito alla partecipazione della camera di commercio e della cassa di risparmio locali insieme ad oltre sessanta comuni abruzzesi.
Seguì, nell'ottobre del 1961, l'inaugurazione della facoltà di lettere e filosofia da parte di un comitato tecnico ordinatore presieduto dal professore Ettore Paratore, con la quale si anticipò la cerimonia inaugurale dei corsi liberi universitari, svoltasi a Chieti il 12 novembre dello stesso anno. Nel mese successivo fu celebrata la nascita della facoltà di economia e commercio con annesso corso di lingue e letterature straniere, presso il Salone dei Marmi della Provincia di Pescara con la prolusione del professore Carlo Izzo.

### Fondazione e costituzione delle facoltà
La richiesta per l'istituzione della Libera Università degli Abruzzi fu avanzata nel gennaio del 1963 da parte del comitato promotore, spingendo le istituzioni di Chieti, Pescara e Teramo a riunirsi per discutere di un'eventuale unificazione dei tre consorzi universitari in un unico consorzio interprovinciale. Il Ministro della pubblica istruzione Luigi Gui firmò, in data 3 marzo 1965, il decreto di riconoscimento della Libera Università Abruzzese degli Studi "Gabriele d'Annunzio", intitolata al poeta pescarese.

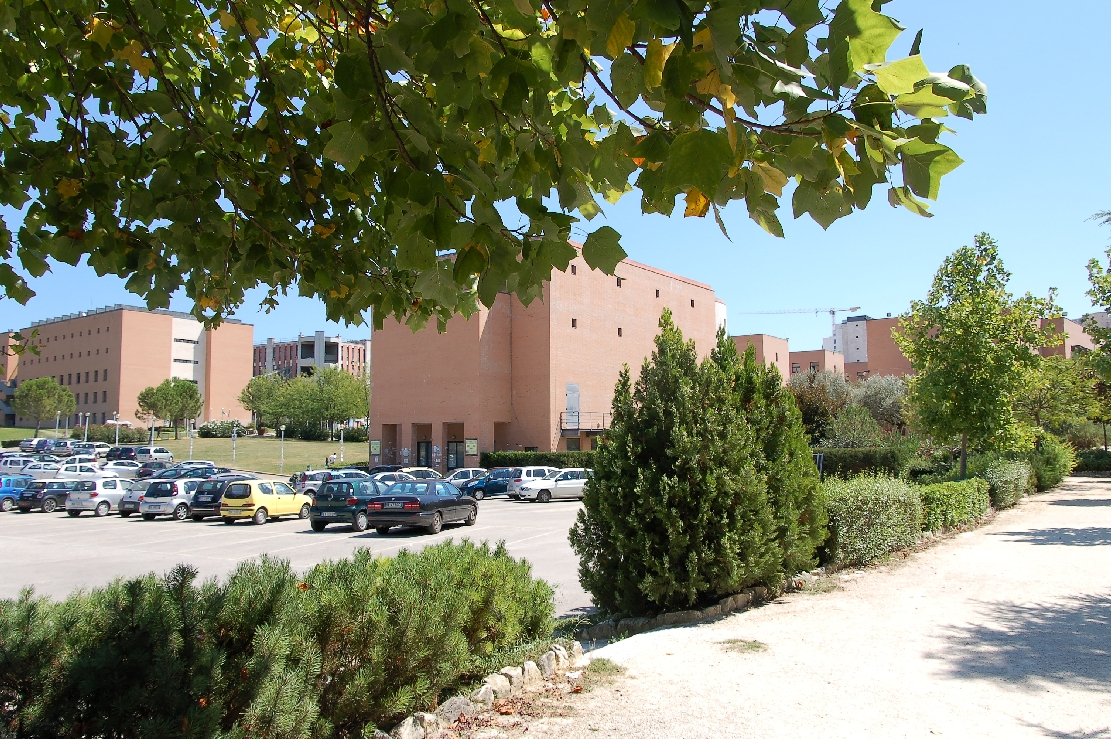
Dipartimento di Lettere presso il campus di Chieti

Chieti fu scelta come sede legale dell'ateneo, con gli uffici del rettorato e la facoltà di lettere e filosofia; Pescara disponeva della facoltà di economia e commercio, con annesso corso di lingue e letterature straniere, mentre a Teramo veniva collocata la facoltà di giurisprudenza. Il professore Renato Balzarini fu eletto come primo rettore dell'università e presiedette il primo consiglio d'amministrazione, composto da quattordici membri.
La cerimonia di inaugurazione del primo anno accademico si svolse a Pescara il 19 marzo 1966, con la presenza del ministro Luigi Gui. Negli anni successivi, l'università assistette all'inaugurazione della facoltà di medicina e chirurgia a Chieti, e all'istituzione della facoltà di architettura a Pescara e di scienze politiche a Teramo. Venne inoltre istituito il corso di laurea in lingue e letterature straniere, che si separò definitivamente da economia e commercio. Nel dicembre del 1979, il professore Aldo Bernardini fu eletto rettore.

### Statizzazione e sviluppo

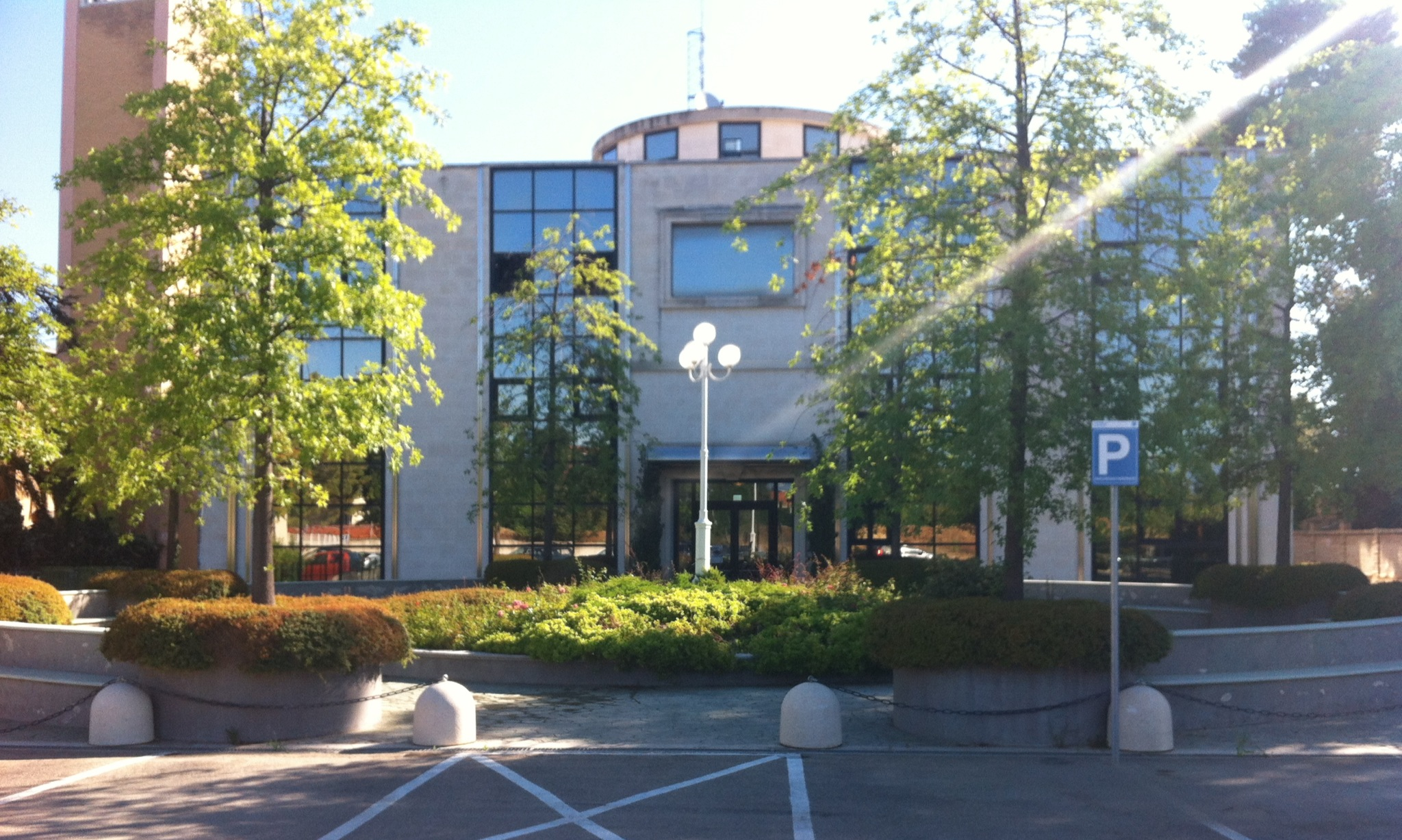
La sede dell'Università Telematica "Leonardo da Vinci" a Torrevecchia Teatina

Con l'approvazione del Senato della Repubblica, la Libera Università "Gabriele d'Annunzio" divenne statale nel 1982. Contestualmente, si assistette all'inaugurazione delle facoltà di farmacia, veterinaria e scienze, con corso di laurea in scienze geologiche, dislocate presso i tre poli universitari abruzzesi. Il sigillo dell'Università, che fu ispirato alla scultura di Pietro Cascella collocata nei campus di Chieti e di Pescara, riproduce in forma stilizzata la testa della Minerva, posta su capitello semplice, che porta la dicitura «Università degli Studi "G. d'Annunzio"», su cui è sovraimpresso l'acronimo «Ud'A». Le facoltà presenti nella città di Teramo si scorporarono dall'ateneo dannunziano, dando vita, nel novembre del 1993, all'Università degli Studi di Teramo, mentre a Chieti venivano istituiti il Museo di storia delle scienze biomediche e il presidio ospedaliero clinicizzato.
Agli inizi degli anni duemila, il Continuing Education Centre (CEduC), un centro di formazione permanente, fu fondato presso la città di Torrevecchia Teatina, seguito dall'apertura della scuola di specializzazione all'insegnamento secondario (SSIS) a Chieti. Nel 2022, con l'aggiunta di quattro nuove facoltà, l'ateneo fu testimone di un significativo aumento della popolazione studentesca, rendendo necessaria la costruzione di un secondo polo didattico che fu infine realizzato in località Madonna delle Piane. Seguirono, nell'anno successivo, la nascita della Fondazione Università d'Annunzio e l'inaugurazione del Centro di Scienze per l'Invecchiamento (CeSI). Quest'ultimo assunse valenza nazionale per essere uno dei venti centri di eccellenza di ricerca biomedica selezionati e finanziati dal Ministero dell'istruzione, dell'università e della ricerca. Al centro fu successivamente riconosciuto lo status consultivo per il Consiglio economico e sociale delle Nazioni Unite.
L'ateneo istituì e promosse l'attivazione dell'Università telematica "Leonardo da Vinci", legalmente riconosciuta nel 2004, con sede a Torrevecchia Teatina. Tale università costituisce il campus online dell'ateneo dannunziano ed eroga i suoi servizi esclusivamente online. Con l'approvazione della riforma Gelmini, a partire dall'anno accademico 2012/13, le facoltà vengono state sostituite da tredici dipartimenti.

## Struttura

### Sedi
L'università ha le sue sedi presso i due campus di Chieti e Pescara; all'ingresso dei due poli è collocata una stele della Minerva – simbolo dell'ateneo – in granito e pietra calcarea, duplice realizzazione del 1997, ad opera di Pietro Cascella. Il campus di Chieti si trova in località Madonna delle Piane, presso lo scalo cittadino, dove hanno sede il rettorato, la direzione generale e gli uffici centrali dell'amministrazione, oltre alle aule per la didattica e alle biblioteche. Al termine della scalinata del rettorato è presente una scultura in bronzo e rame dedicata a Gabriele D'Annunzio. Il campus dispone di strutture e servizi utilizzati dalla comunità accademica e da quella cittadina, tra cui il Giardino dei Semplici e gli impianti sportivi. Il campus di Pescara è collocato nella zona meridionale della città, a Portanuova, nei pressi della riserva naturale di interesse provinciale Pineta Dannunziana. All'interno del corpo centrale del polo pescarese si trova la biblioteca unificata.
Alcuni corsi distaccati di laurea si tengono anche nei comuni di Vasto, Lanciano e Torre de' Passeri. Nella città di Torrevecchia Teatina ha sede il polo di teledidattica, strutturato nel dottorato di ricerca in e-learning, development and delivery e nell'Università telematica "Leonardo da Vinci", nata su impulso dell'ateneo dannunziano e per iniziativa della Fondazione Università d'Annunzio.

### Scuole e dipartimenti
L'Università degli Studi "Gabriele d'Annunzio" si articola in quattordici dipartimenti e tre scuole.

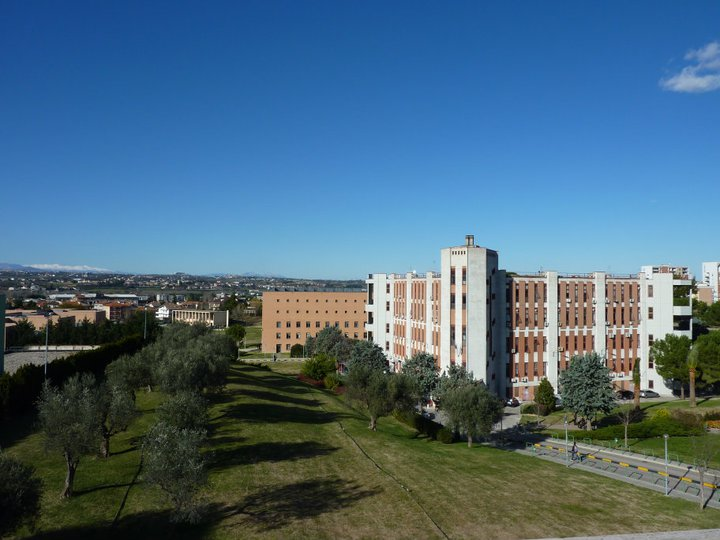
Campus dell'università, Dipartimento di Psicologia

- Scuola di medicina e scienze della salute
  - Dipartimento di medicina e scienze dell'invecchiamento
  - Dipartimento di neuroscienze, imaging e scienze cliniche
  - Dipartimento di scienze psicologiche, della salute e del territorio
  - Dipartimento di scienze mediche, orali e biotecnologiche
  - Dipartimento di tecnologie innovative in medicina e odontoiatria
- Scuola delle scienze economiche, aziendali, giuridiche e sociologiche
  - Dipartimento di economia
  - Dipartimento di scienze giuridiche e sociali
- Scuola di studi umanistici
  - Dipartimento di lettere, arti e scienze sociali
  - Dipartimento di lingue, letterature e culture moderne
- Dipartimento di architettura
- Dipartimento di economia aziendale
- Dipartimento di farmacia
- Dipartimento di ingegneria e geologia
- Dipartimento di scienze filosofiche, pedagogiche ed economico-quantitative

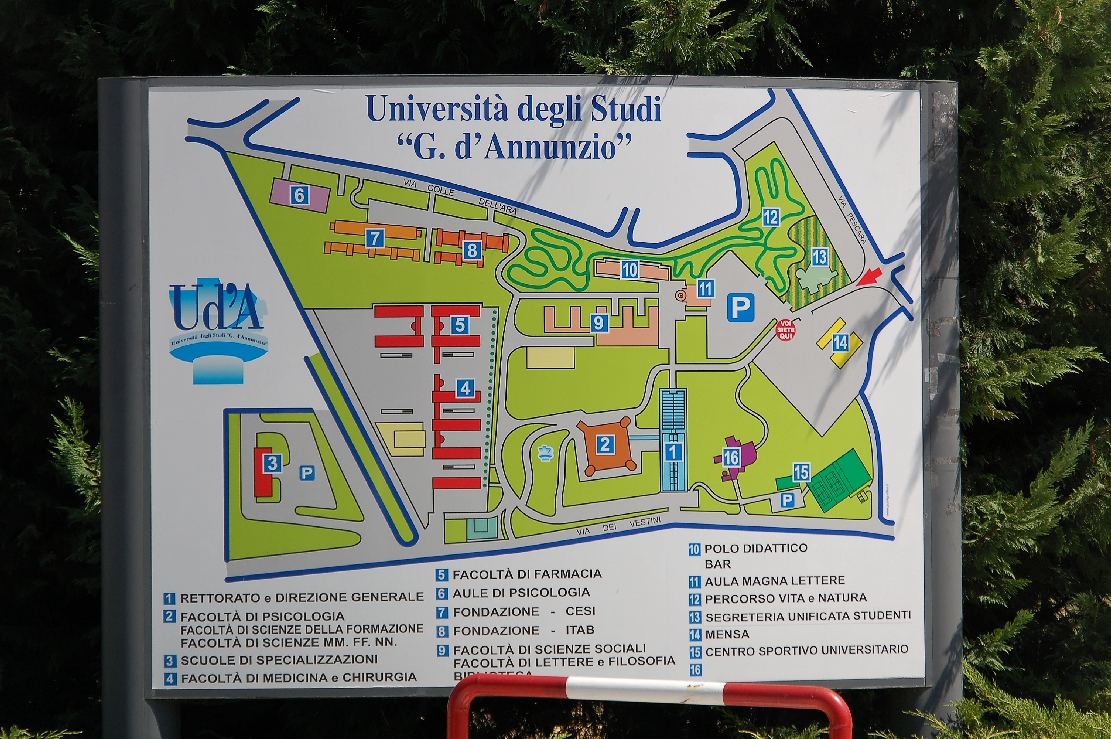
Mappa del campus di Chieti

### Centri e scuole superiori
L'ateneo dispone del Centro di Scienze dell'Invecchiamento (CeSI), del dipartimento CeSI Biotech, del Centro di Ricerca Clinica (CRC) e dell'Istituto di Tecnologie Avanzate Biomediche (ITAB), istituito dall'Unione europea. L'università ha un centro linguistico di ateneo (CLA) e ha istituito la Scuola Superiore "Gabriele d'Annunzio" (School of Advanced Studies), finalizzata ad attività di internazionalizzazione e di alta formazione per la ricerca.

### Biblioteche e musei

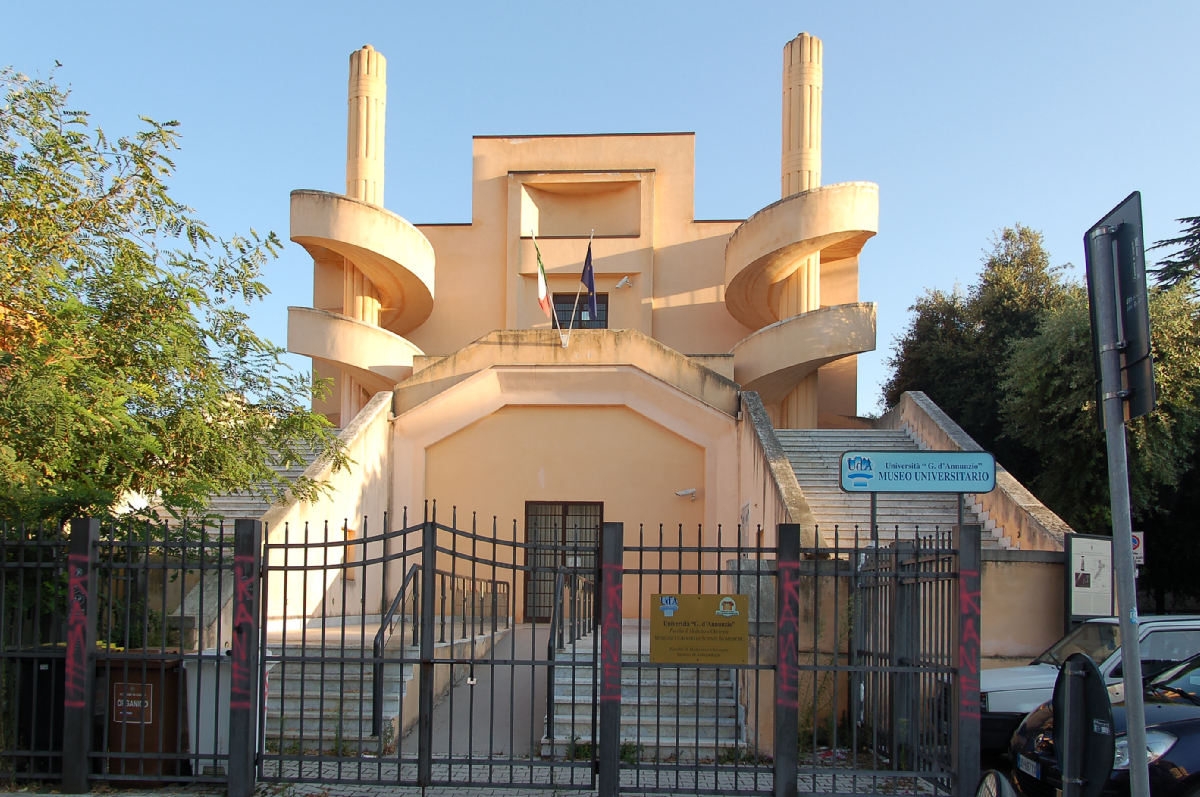
Museo universitario di scienze biomediche, Chieti

I poli bibliotecari sono formati dalle Biblioteche di Area, Interdisciplinari e dai Fondi Librari delle due sedi di Chieti e Pescara. All'interno del campus di Chieti, si trova la Biblioteca Medico Scientifica e la Biblioteca Interfacoltà "Ettore Paratore". Il polo universitario di Pescara dispone della Biblioteca Unificata. La biblioteca digitale dell'ateneo gestisce una selezione di riviste scientifiche pubblicate dai dipartimenti e dai gruppi di ricerca dell'Università d'Annunzio.
L'ateneo offre una serie di reperti e collezioni che con il tempo sono state arricchiti e organizzati nel Museo di storia delle scienze biomediche. Affiliato all'International Council of Museums, sin dal momento della costituzione il museo partecipa alla Conferenza Permanente dei Musei universitari istituita dal CRUI.

## Espansione
Sono in programma progetti di espansione per l'università nel comune di Pescara; il progetto prevede l'espansione del campus nella zona di via dei Vestini, in zona "Villaggio Mediterraneo" già di proprietà dell'università dal 2017; in particolare verranno realizzati i seguenti interventi:
- strutture idonee a ospitare  attività didattiche e gli spazi ad esse connesse;
- struttura idonea per gli uffici e spazi ad essi connessi;
- riqualificazione dell’intera area con spazi verdi e di aggregazione per gli utenti del campus;
- realizzazione di 5 aule da 300 posti ciascuna, un edificio per 200 unità lavorative e un auditorium da 500 posti, oltre a servizi, spazi per il benessere aziendale (asilo nido e aree relax); spazio esterno/agorà e aree verdi;
- servizi per il personale (250 mq) e l’auditorium (1.200 mq);
- 2 parcheggi interrati di 6.500 mq di cui uno di circa 3.000 mq riservato agli studenti;
- aree verdi attrezzate all’interno delle quali verranno realizzati una serie di servizi, tra cui un Anfiteatro per complessivi 16.000 mq circa[35][36].

## Rettori
- 1965–1978: Renato Balzarini
- 1978–1979: Bruno Cavallo
- 1979–1985: Aldo Bernardini
- 1985–1997: Uberto Crescenti
- 1997–2012: Franco Cuccurullo
- 2012–2017: Carmine Di Ilio
- 2017–2023: Sergio Caputi
- 2023–presente: Liborio Stuppia